# تورسي (فرنسا)
تورسي، (بالفرنسية: Torcy)‏، نطق (الفرنسية: tɔʁsi)، هي بلدية فرنسية في إقليم سين ومارن، في منطقة إيل دو فرانس، في شمال وسط فرنسا. تقع في الضواحي الشرقية لباريس، على بعد 21.8 كم (13.5 ميل) من وسط باريس.